# تصاعد حسابی
در ریاضیات دنباله حسابی یا تصاعد حسابی (به انگلیسی: arithmetic progression) به دنباله‌ای از اعداد گفته می‌شود که اختلاف هر دو جمله متوالی آن مقداری ثابت، مثلاً {\displaystyle d} باشد. به عدد ثابت {\displaystyle d} قدر نسبت تصاعد گفته می‌شود. برای نمونه دنبالهٔ ۳، ۵، ۷، ۹، ۱۱، ۱۳، … یک تصاعد حسابی از اعداد با قدر نسبت ۲ می‌باشد.
اگر جمله اول یک دنباله حسابی{\displaystyle a_{1}} و قدر نسبت آن {\displaystyle d} باشد آنگاه جملهٔ {\displaystyle i} ام این تصاعد برابر خواهد بود با
در حالت کلی رابطهٔ دنباله حسابی برای جمله‌های {\displaystyle n} ام و {\displaystyle m} ام خواهد بود:
مقدار {\displaystyle d} می‌تواند مثبت یا منفی باشد که در صورت مثبت بودن آن، دنباله به سمت بینهایت مثبت میل می‌کند و در صورت منفی بودن {\displaystyle d}، دنباله به سوی منفی بینهایت می‌رود. همچنین تعداد جملات در تصاعد حسابی اینگونه بدست می آید:((اولی-اخری)÷ فاصله) به علاوه دو

## تشخیص دنباله حسابی
برای تشخیص دنباله حسابی کافیست دو جمله متوالی از هم کم کنیم.
{\displaystyle a_{4}-a_{3}=a_{3}-a_{2}}
اگر به مقدار ثابتی رسیدیم، دنباله حسابی است.
مثال: آیا دنباله زیر حسابی است؟
{\displaystyle 10,7.5,5,2.5,...}

## جواب
{\displaystyle a_{4}-a_{3}=2.5-5=-2.5}
{\displaystyle a_{3}-a_{2}=5-7.5=-2.5}
دو مقدار بالا ثابت است پس دنباله حسابی است.

## واسطه حسابی
اگر {\displaystyle a,b,c} سه جمله متوالی دنباله حسابی باشند. برای پیدا کردن جمله وسط (واسطه حسابی) کافیست از فرمول زیر استفاده کنیم:
{\displaystyle b={\frac {a+c}{2}}}
مثال: {\displaystyle x} را بیابید؟ (سه جمله زیر جملات متوالی دنباله حسابی هستند)
{\displaystyle 4x-1,x+2,2-x}
حل:
{\displaystyle x+2={\frac {4x-1+2-x}{2}}}
{\displaystyle x=3}

## مجموع
مجموع اعضای یک دنبالهٔ محدود از اعداد با رابطهٔ تصاعد حسابی عبارت است از:
با جمع طرفین دو عبارت فوق:
در نتیجه:
برای نمونه اگر فرض کنیم که جملهٔ اول دنباله تصاعد حسابی ۳ و نسبت تصاعد آن ۵ است، آنگاه مجموع ۵۰ جملهٔ اول برابر با ۶۲۷۵ خواهد بود:

## ضرب
اگر در نظر بگیریم که جملهٔ اول یک تصاعد حسابی {\displaystyle a_{1}} نام دارد و قدر نسبت تصاعد {\displaystyle d} است؛ آنگاه حاصل ضرب جمله‌های آن تصاعد در یکدیگر، عبارت است از:
{\displaystyle a_{1}a_{2}\cdots a_{n}=d^{n}{\left({\frac {a_{1}}{d}}\right)}^{\overline {n}}=d^{n}{\frac {\Gamma \left(a_{1}/d+n\right)}{\Gamma \left(a_{1}/d\right)}},}
که در آن {\displaystyle x^{\overline {n}}} نماد افزایش فاکتوریل و {\displaystyle \Gamma } نماد تابع گاما است. (هشدار: فرمول بدست آمده به ازای {\displaystyle a_{1}/d} کوچکتر مساوی صفر، نادرست خواهد بود)
فرمول بدست آمده در بالا، حالت کلی رابطهٔ حاصل ضرب {\displaystyle 1\times 2\times \cdots \times n} است که آن را با {\displaystyle n!} فاکتوریل نمایش می‌دهیم و در صورتی که شروع ضرب از بجای یک از عدد دلخواه {\displaystyle m} باشد:
{\displaystyle m\times (m+1)\times (m+2)\times \cdots \times (n-2)\times (n-1)\times n\,\!}
در صورتی که {\displaystyle m} و {\displaystyle n} اعداد طبیعی باشند، حاصل ضرب عبارت خواهد بود از:
{\displaystyle {\frac {n!}{(m-1)!}}.}
برای درک بهتر مطلب، مثال گفته شده در بالا را در نظر بگیرید، که در آن جملهٔ اول دنباله تصاعد حسابی ۳ و نسبت تصاعد آن ۵ است، آنگاه حاصل ضرب ۵۰ جملهٔ اول برابر خواهد بود با:
{\displaystyle P_{50}=5^{50}\cdot {\frac {\Gamma \left(3/5+50\right)}{\Gamma \left(3/5\right)}}\approx 3.78438\times 10^{98}}
نمونهٔ دیگر
تصاعد حسابی زیر را در نظر بگیرید:
{\displaystyle a,(a+d),(a+2d),.................(a+(n-1)d)}
حاصل ضرب سه جملهٔ اول این تصاعد عبارت است از:
{\displaystyle a(a+d)(a+2d)}
{\displaystyle =(a^{2}+ad)(a+2d)}
{\displaystyle =a^{3}+3a^{2}d+2ad^{2}}
حال از روی ظاهر عبارت بالا می‌توان پاسخ را برای {\displaystyle n} حدس زد:
{\displaystyle a^{n}+na^{n-1}d^{n-2}+(n-1)a^{n-2}d^{n-1}}
مطالب گفته شده در بالا، به عنوان اثبات قابل پذیرش نیست و تنها برای درک بهتر بیان شد.

## جمع‌بندی دنباله حسابی
مطالب بالا را در عکس زیر می‌توانید دوره کنید.
{\displaystyle {\begin{array}{|c|}\hline a_{n}=a+(n-1)d\\\hline \end{array}}}
واسطه حسابی
{\displaystyle {\begin{array}{|c|}\hline a,\ b,\ c\\b={\frac {a+c}{2}}\\\hline \end{array}}}